# 海麗邨

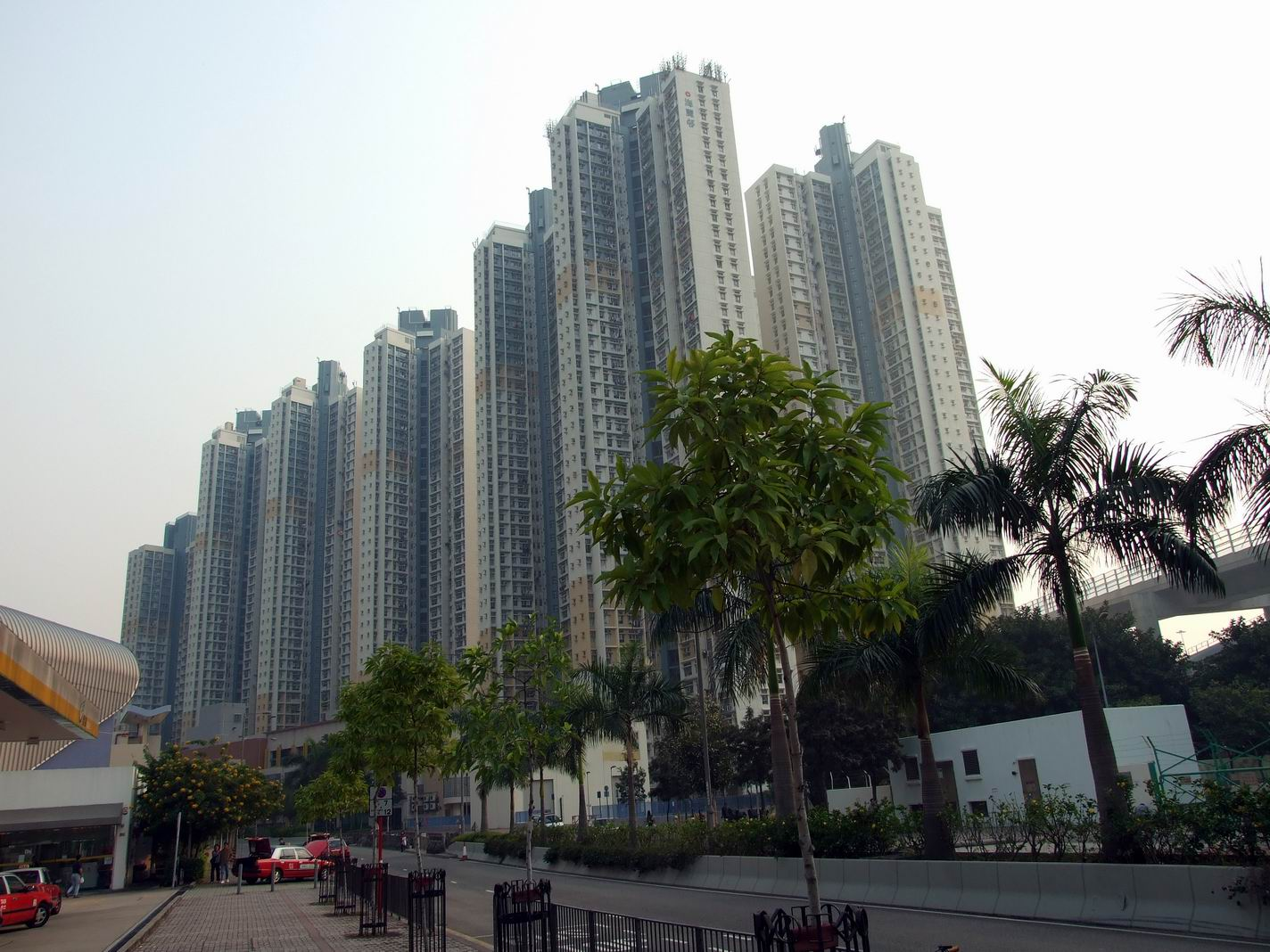
海麗邨第一期及第二期大廈

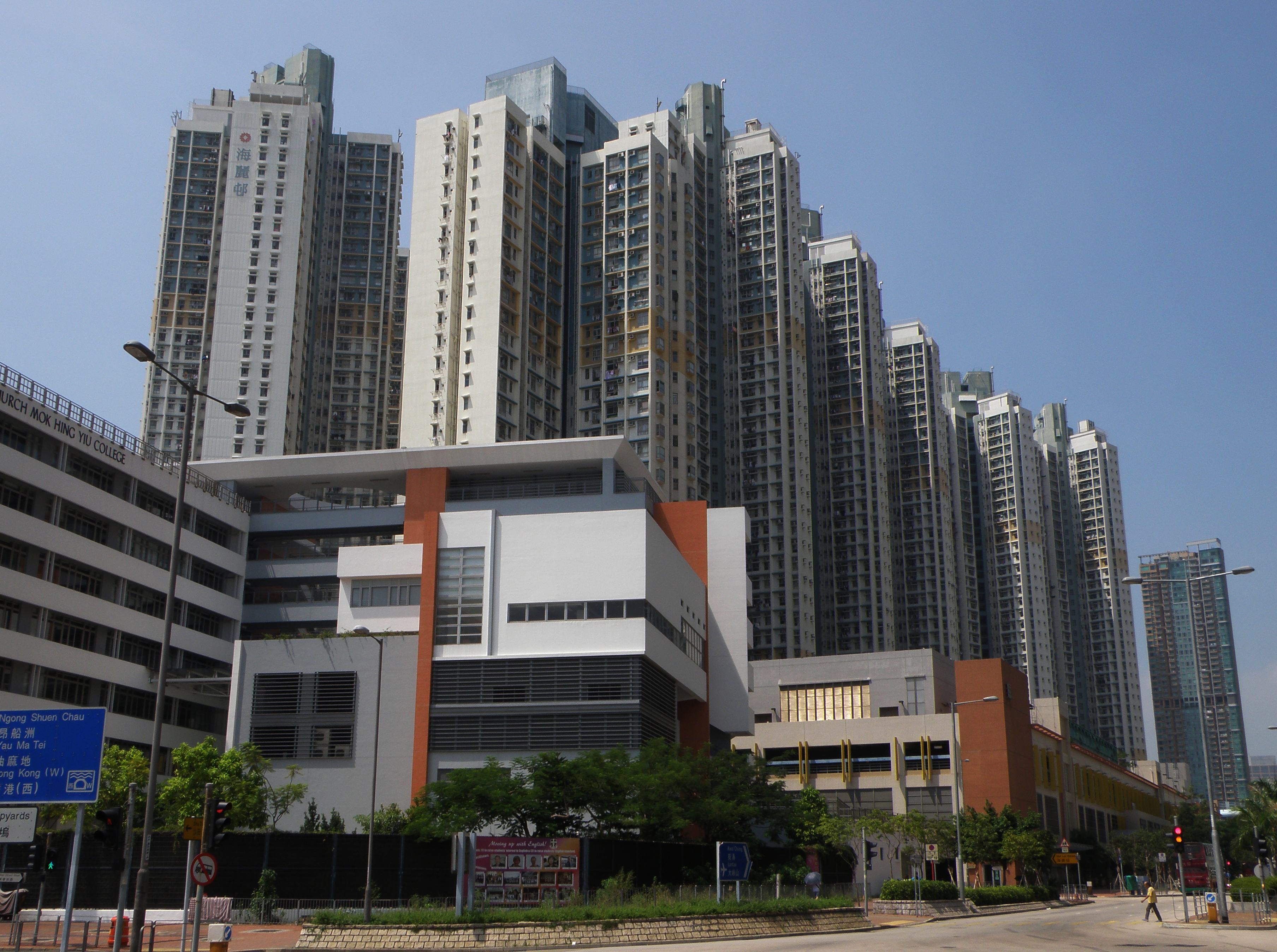
海麗邨第二期及第四期大廈

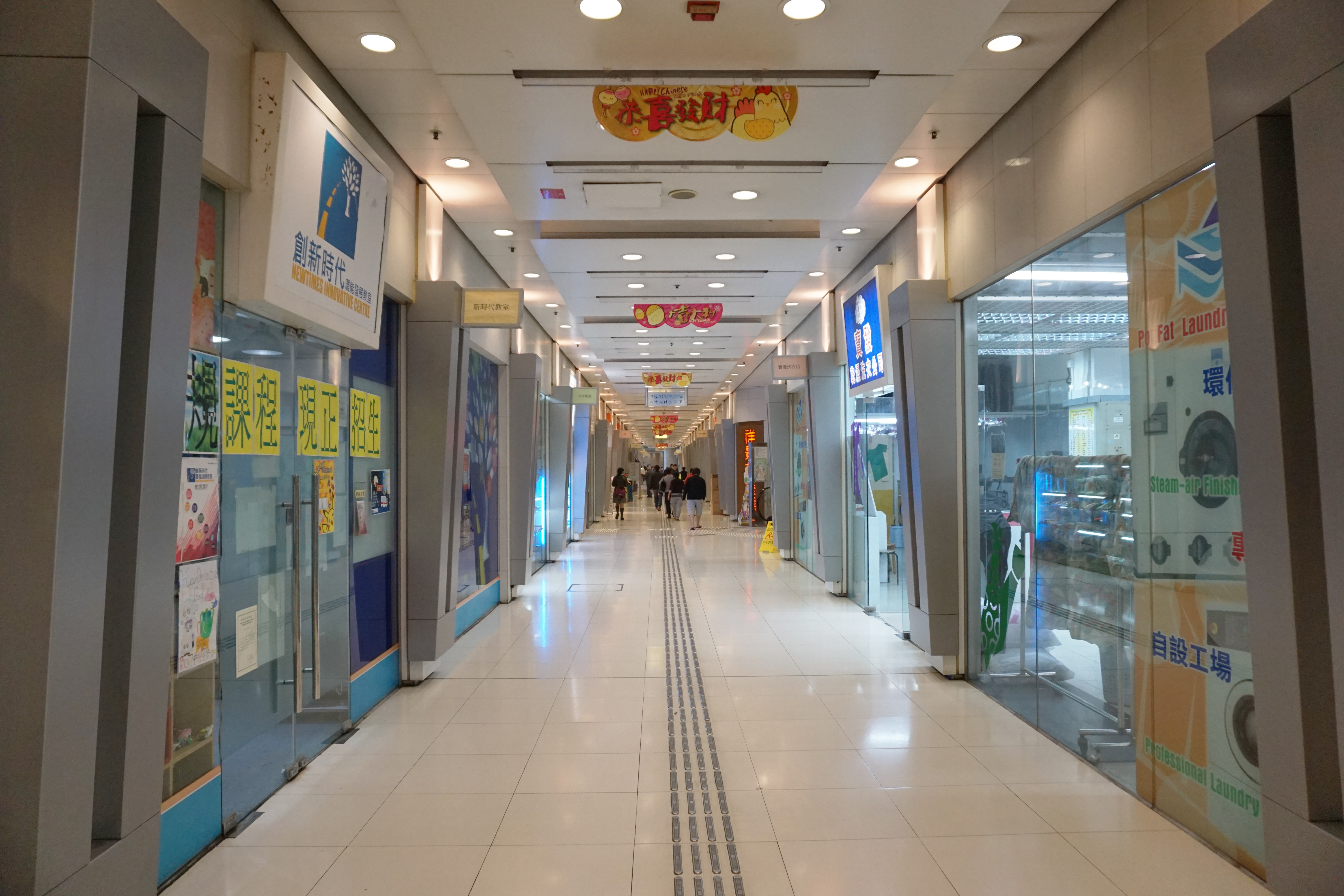
海麗商場

海麗邨（英語：Hoi Lai Estate）是香港九龍長沙灣的一個公共屋邨，位於長沙灣深旺道100號，由香港房屋委員會管理。
屋邨由房屋署總建築師（2）及王戴建築師有限公司聯手設計，並由中國海外房屋工程有限公司及金門建築聯手承建，於2001年開始興建，2004年8月21日入伙。

## 概要
海麗邨於2001年開始興建，原本屬於居屋屋苑海麗苑，並曾經列入「自選交樓標準」計劃。
後來因香港政府終止居屋計劃，並要求房委會停建及停售居屋，房委會將海麗苑由居屋改為公共屋邨出租，易名為海麗邨，並於2004年8月21日至2005年12月14日間入伙。此外，本屋邨納入了「紓緩擠迫調遷計劃」，供租住公屋的擠迫戶作調遷的選擇。本邨部份新十字型樓宇向海一面設有特大窗戶，為全港唯一有此設計的新十字型大廈屋苑、亦為全港三個使用退台設計新十字型大廈的屋苑之一（另外兩個屋苑為瓊軒苑及禾輋邨景和樓）。
值得一提的是，海瑞樓本來與其它大廈同屬採用2000年版本新十字型，但後來因應政府鼓勵改用非標準設計，加上有更多小型家庭或單身人士申請居屋，而在建造地基前改為興建佔地面積與新十字型相若的小型單位大廈，其後亦一併改為出租公屋租予市民。

## 屋邨資料

### 樓宇
| 樓宇名稱（座號） | 樓宇類型                                | 落成年份 | 樓宇層數 （住宅層數） | 每層伙數                                                     | 單位總數（伙） | 建築師                                   | 承建商                   | 提供升降機的廠商                              | 期數 |
| ---------------- | --------------------------------------- | -------- | --------------------- | ------------------------------------------------------------ | -------------- | ---------------------------------------- | ------------------------ | --------------------------------------------- | ---- |
| 海晴樓（第1座）  | 新十字型 （2000年改良版本）             | 2004年   | 40                    | 10                                                           | 400            | 房屋署總建築師（2）、 王戴建築師有限公司 | 中國海外房屋工程有限公司 | LG                                            | 1    |
| 海明樓（第2座）  | 新十字型 （2000年改良版本）             | 2004年   | 40                    | 10                                                           | 400            | 房屋署總建築師（2）、 王戴建築師有限公司 | 中國海外房屋工程有限公司 | LG                                            | 1    |
| 海暉樓（第3座）  | 新十字型 （2000年改良版本）             | 2004年   | 40                    | 10                                                           | 400            | 房屋署總建築師（2）、 王戴建築師有限公司 | 中國海外房屋工程有限公司 | LG                                            | 1    |
| 海賢樓（第4座）  | 新十字型 （2000年改良版本）             | 2004年   | 40                    | 10 （1-38樓、海信樓為1-35樓） 8 （39-40樓、海信樓為36-37樓） | 396            | 房屋署總建築師（2）、 王戴建築師有限公司 | 中國海外房屋工程有限公司 | LG                                            | 1    |
| 海信樓（第5座）  | 新十字型 （2000年改良版本）             | 2004年   | 37                    | 10 （1-38樓、海信樓為1-35樓） 8 （39-40樓、海信樓為36-37樓） | 366            | 房屋署總建築師（2）、 王戴建築師有限公司 | 中國海外房屋工程有限公司 | LG                                            | 1    |
| 海雅樓（第6座）  | 新十字型 （2000年改良版本）             | 2004年   | 40                    | 10 （1-38樓、海信樓為1-35樓） 8 （39-40樓、海信樓為36-37樓） | 396            | 房屋署總建築師（2）、 王戴建築師有限公司 | 中國海外房屋工程有限公司 | LG                                            | 1    |
| 海禧樓（第12座） | 新十字型 （2000年改良版本）             | 2004年   | 40                    | 10                                                           | 400            | 房屋署總建築師（2）、 王戴建築師有限公司 | 中國海外房屋工程有限公司 | 通力                                          | 2    |
| 海健樓（第11座） | 新十字型 （2000年改良版本）             | 2004年   | 40                    | 10                                                           | 400            | 房屋署總建築師（2）、 王戴建築師有限公司 | 中國海外房屋工程有限公司 | 通力                                          | 2    |
| 海和樓（第10座） | 新十字型 （2000年改良版本）             | 2004年   | 40                    | 10                                                           | 400            | 房屋署總建築師（2）、 王戴建築師有限公司 | 中國海外房屋工程有限公司 | 通力                                          | 2    |
| 海智樓（第8座）  | 新十字型 （2000年改良版本）             | 2004年   | 40                    | 10（1-38樓） 8（39-40樓）                                    | 396            | 房屋署總建築師（2）、 王戴建築師有限公司 | 中國海外房屋工程有限公司 | 通力                                          | 2    |
| 海慧樓（第7座）  | 新十字型 （2000年改良版本）             | 2004年   | 40                    | 10（1-38樓） 8（39-40樓）                                    | 396            | 房屋署總建築師（2）、 王戴建築師有限公司 | 中國海外房屋工程有限公司 | 通力                                          | 2    |
| 海瑞樓（第9座）  | 小型單位大廈 （十字型，附設家庭式單位） | 2005年   | 31                    | 18                                                           | 558            | 房屋署總建築師（2）、 王戴建築師有限公司 | 金門建築                 | 蒂森克虜伯 （載重量為1000公斤，載客量為13人） | 4    |

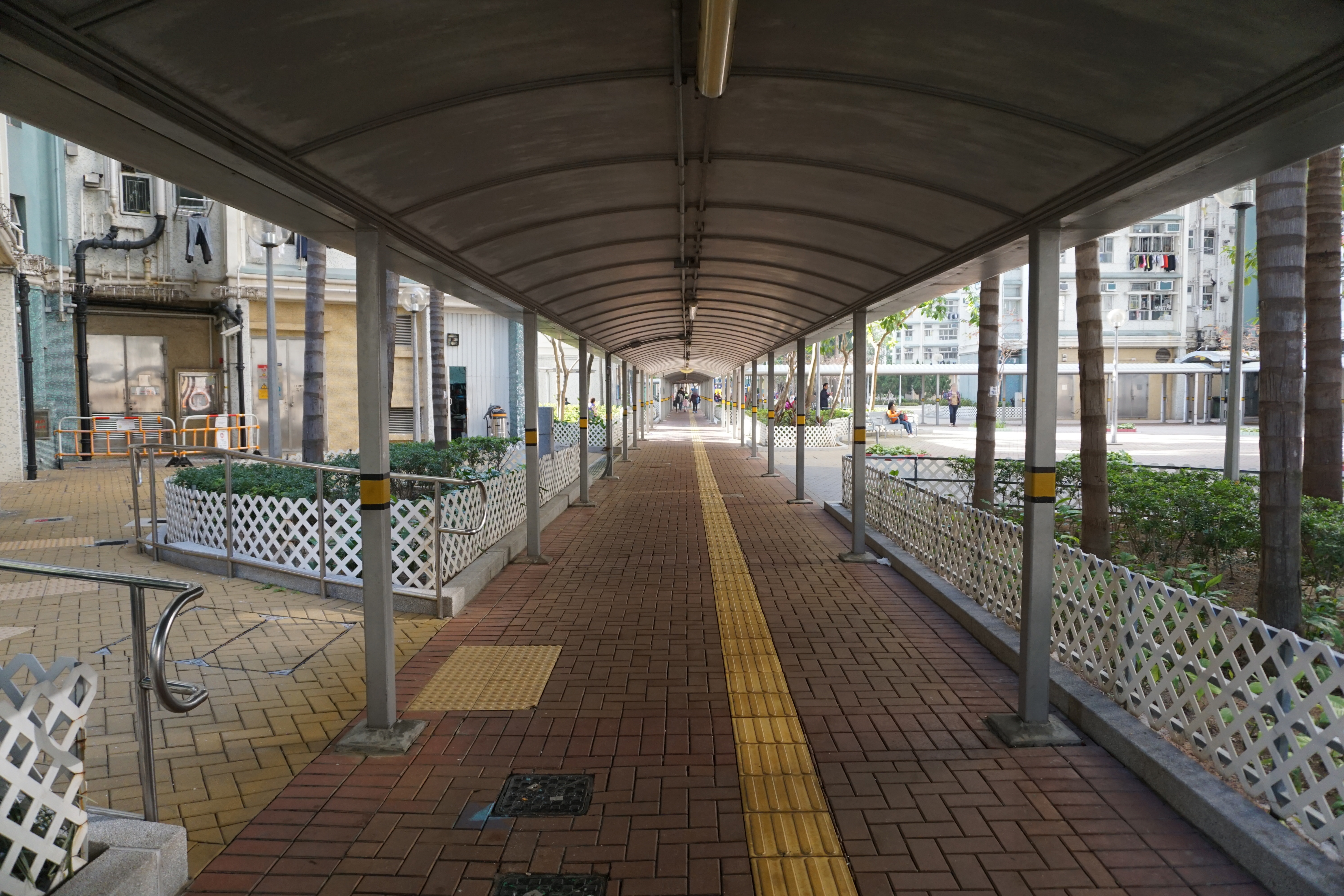
有蓋行人通道
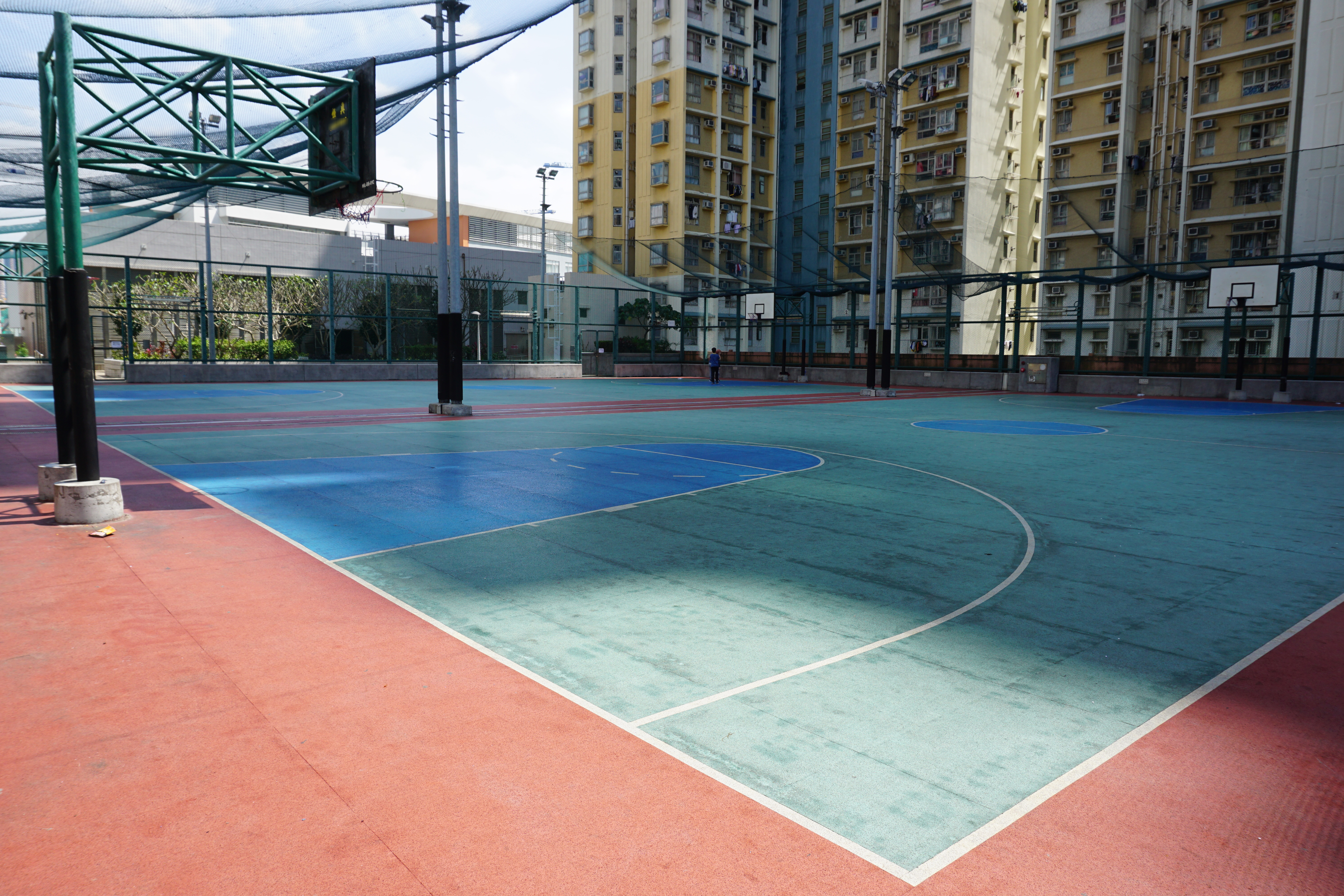
籃球場
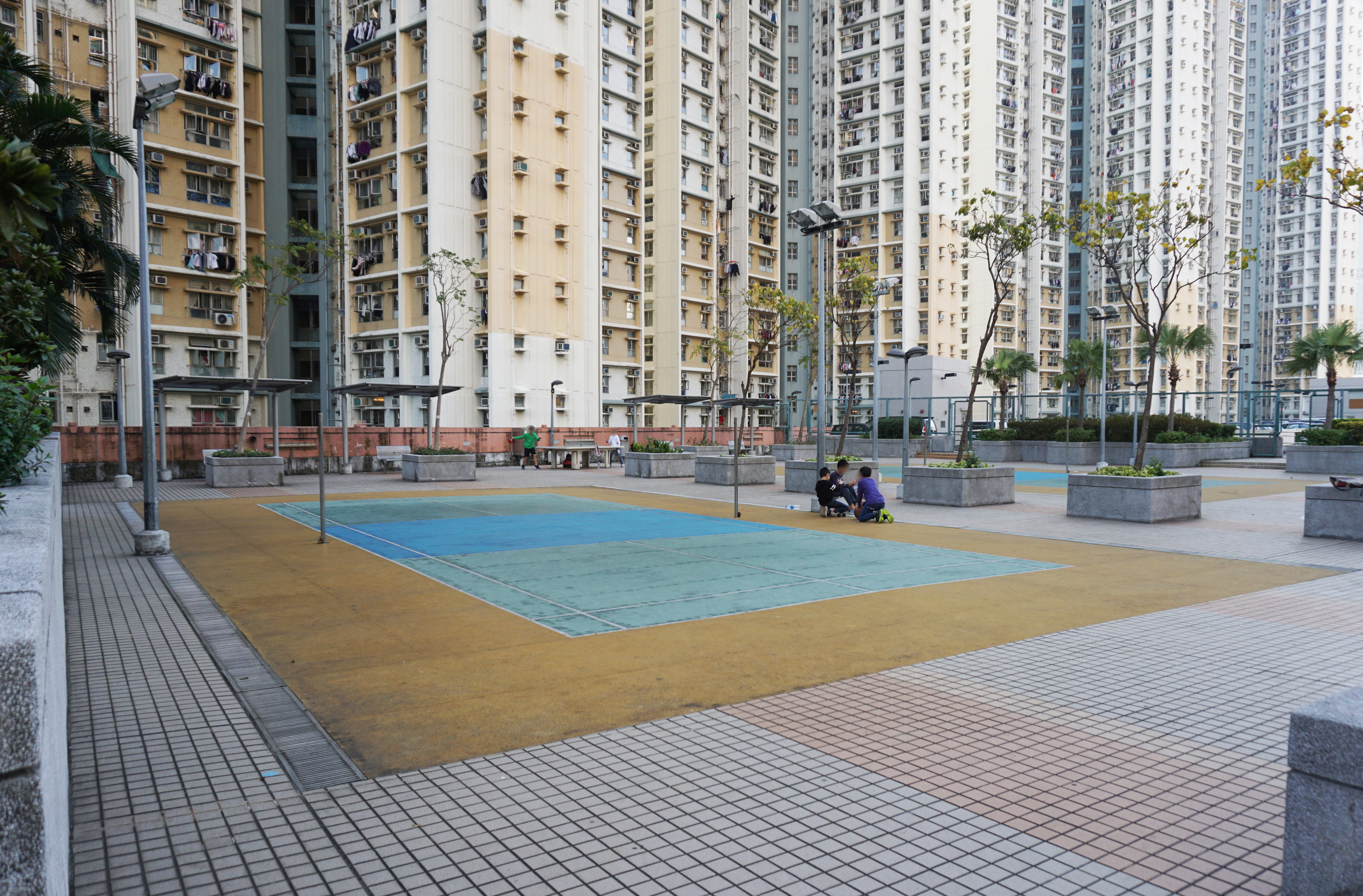
羽毛球場及乒乓球檯
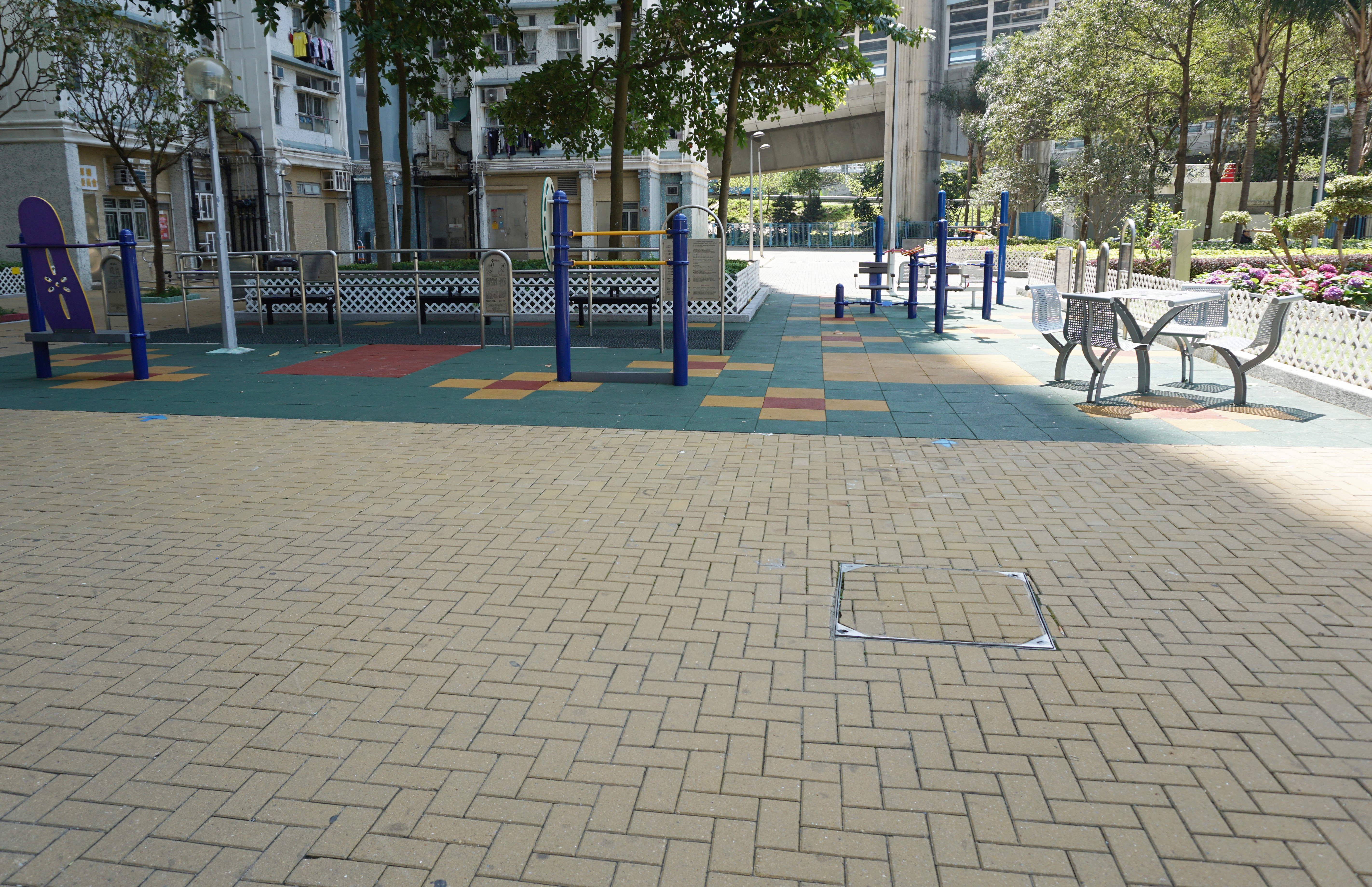
健體區及卵石路步行徑
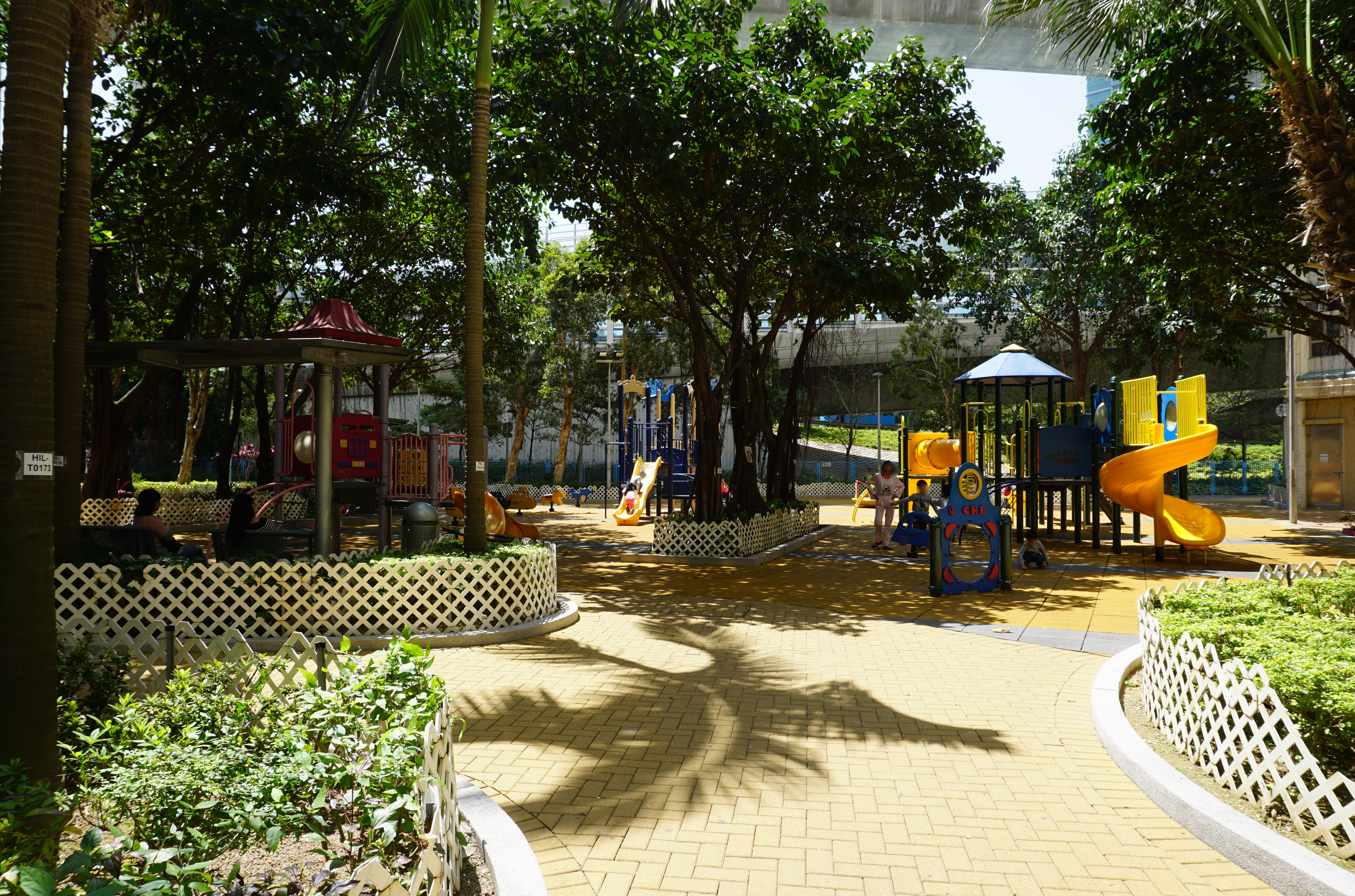
兒童遊樂場
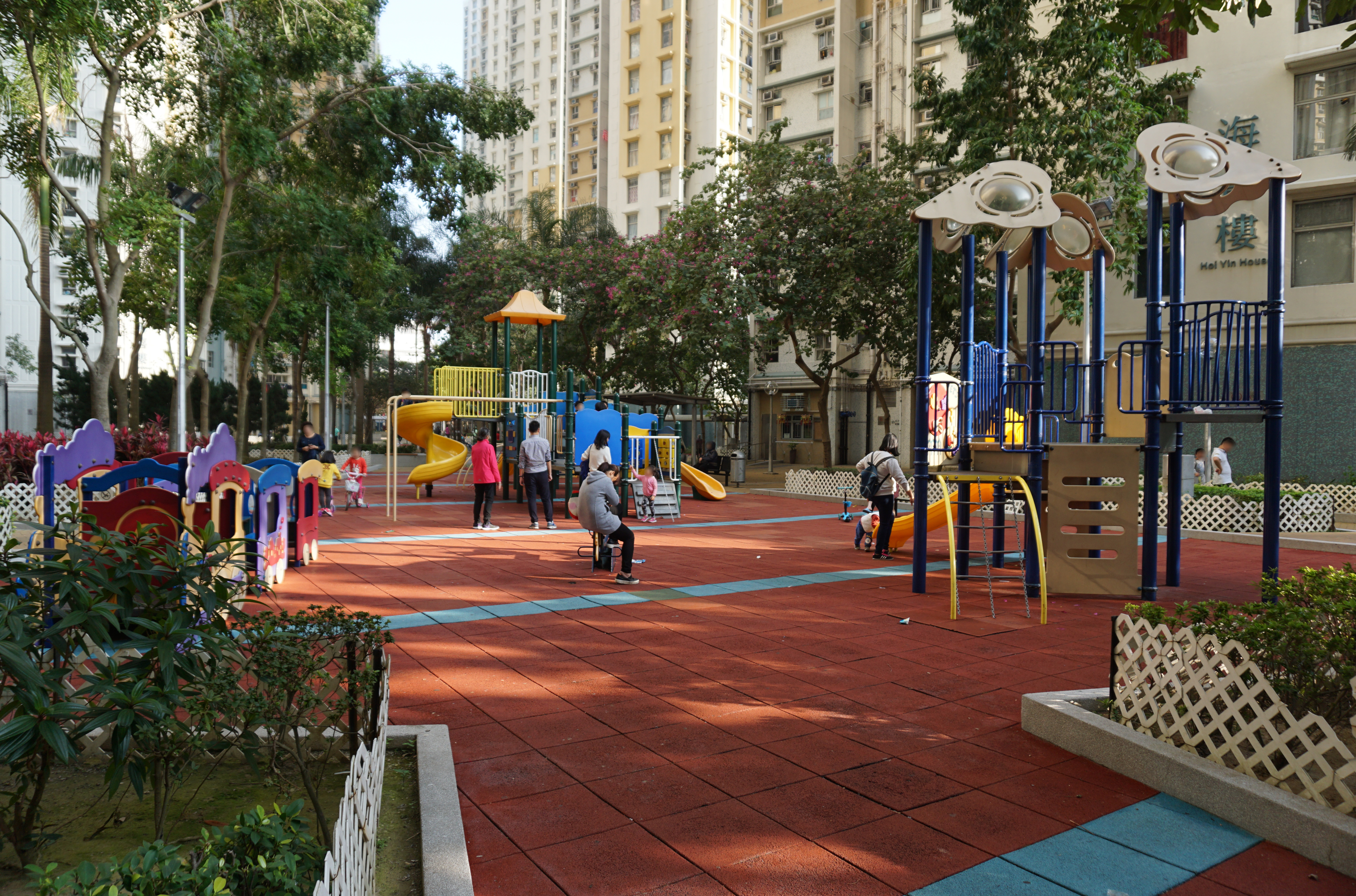
兒童遊樂場（2）
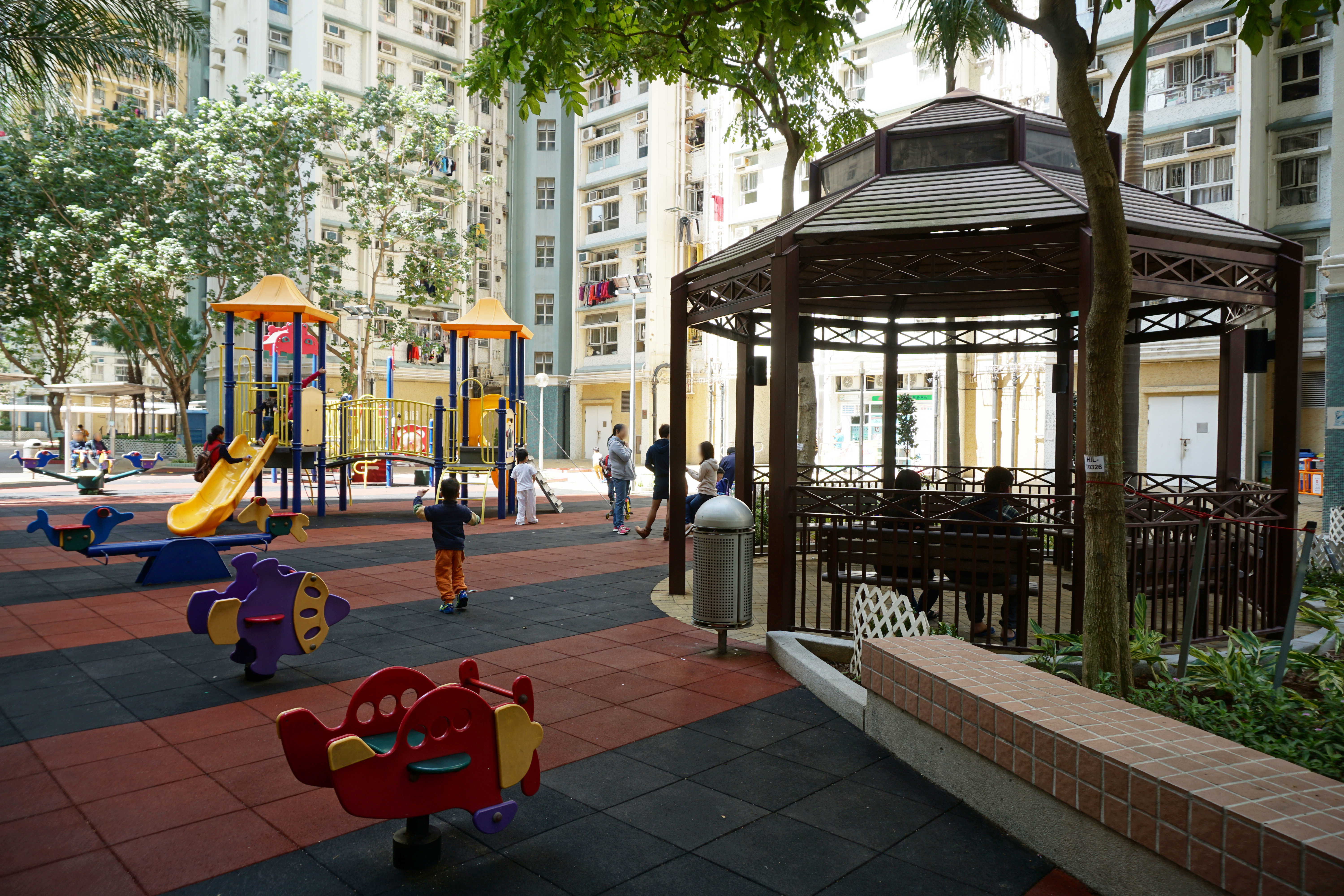
兒童遊樂場（3）及涼亭
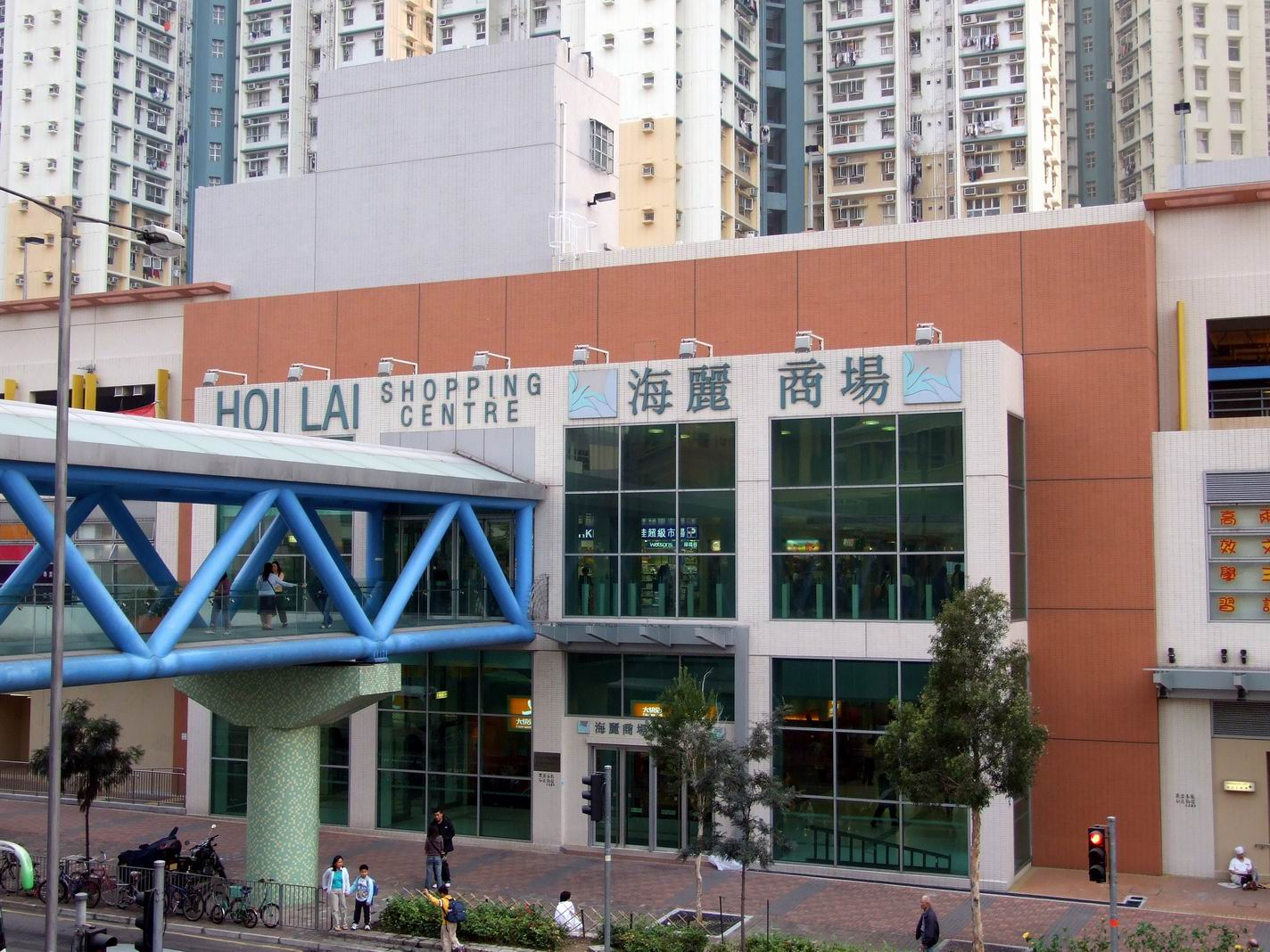
海麗商場
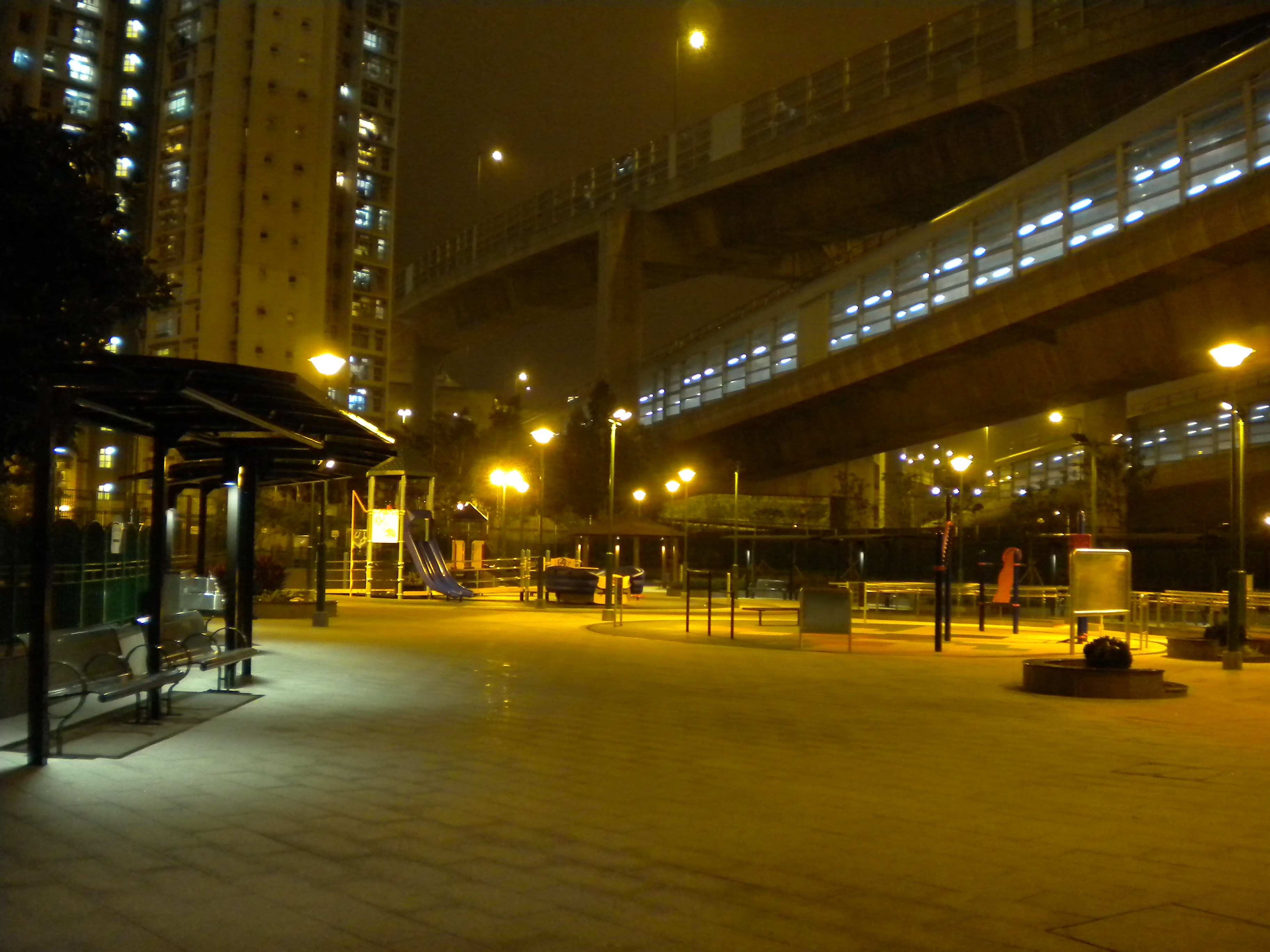
海麗臨時花園（已拆除）

### 商場
海麗商場為海麗邨第三期，樓高兩層，面積約3,800平方米，於2005年中啟用；商場基座設有巴士總站、小巴站、的士站及停車場。
商場落成當年，房委會將轄下大部份商場及停車場售予領匯（即今日的領展房地產投資信託基金），而由於海麗商場是當年新落成的商場，所以沒有被領展收購，至今仍由房委會持有；同時由於這個原因，海麗商場的租金升幅較領展商場的溫和。
商場內的商戶和設施如下：
| 地下 | 一樓 |
| --- | --- |
| - 大快活快餐店 - 恒富服裝公司 - 麵飽先生 - 祥景茶餐廳 - 寶發洗衣 - 7-11便利店 - 志富電器 - 萬寧 - 珠錶鐘錶店 - 海麗皮具 - 手作功夫茶 - 匯豐銀行自動櫃員機 - 香港郵政智郵站及智郵寄 - 迪亞電腦 - 四季料理 - 榮華藥房 - 博愛醫院郭興坤長者鄰舍中心 （页面存档备份，存于） | - 典雅髮廊 - 阿波羅 - 759阿信屋 - 7-11小型便利店 - 喜兆年海鮮酒家 - 海麗鮮活市集 - 張閏龍牙科醫科診所 - 卓高家庭醫務所 - 嘉富利文具玩具店 - 「好好味」 - 仁愛堂龐盧淑燕幼稚園 （页面存档备份，存于） |

## 設施

### 幼稚園
- 仁愛堂龐盧淑燕幼稚園 （页面存档备份，存于）（2005年創辦）（海麗商場1樓）

### 小學
- 瑪利諾神父教會學校（小學部）（海麗街11號）
- 聖公會聖安德烈小學（海麗街3號）

### 中學
- 聖公會聖馬利亞堂莫慶堯中學（海麗街1號）

### 特殊學校
- 中華基督教會望覺堂啟愛學校（深旺道110號）

### 休憩場地
- 商場頂層：設有乒乓球桌、羽毛球場、籃球場等康樂設施
- 蝴蝶園：佔地640平方米，位於海明樓旁。園內種植簕杜鵑、爪哇龍船花、玫瑰等，吸引體型較大的蝴蝶；而五星花、長春花、黃花臭金鳳等小花，較受小型蝴蝶歡迎，讓居民可近距離接觸大自然的生生不息。

已拆卸
- 海麗臨時花園：由康樂及文化事務署負責管理，位於深旺道旁，2009年7月13日起開放予公眾使用，現已拆除。

## 交通

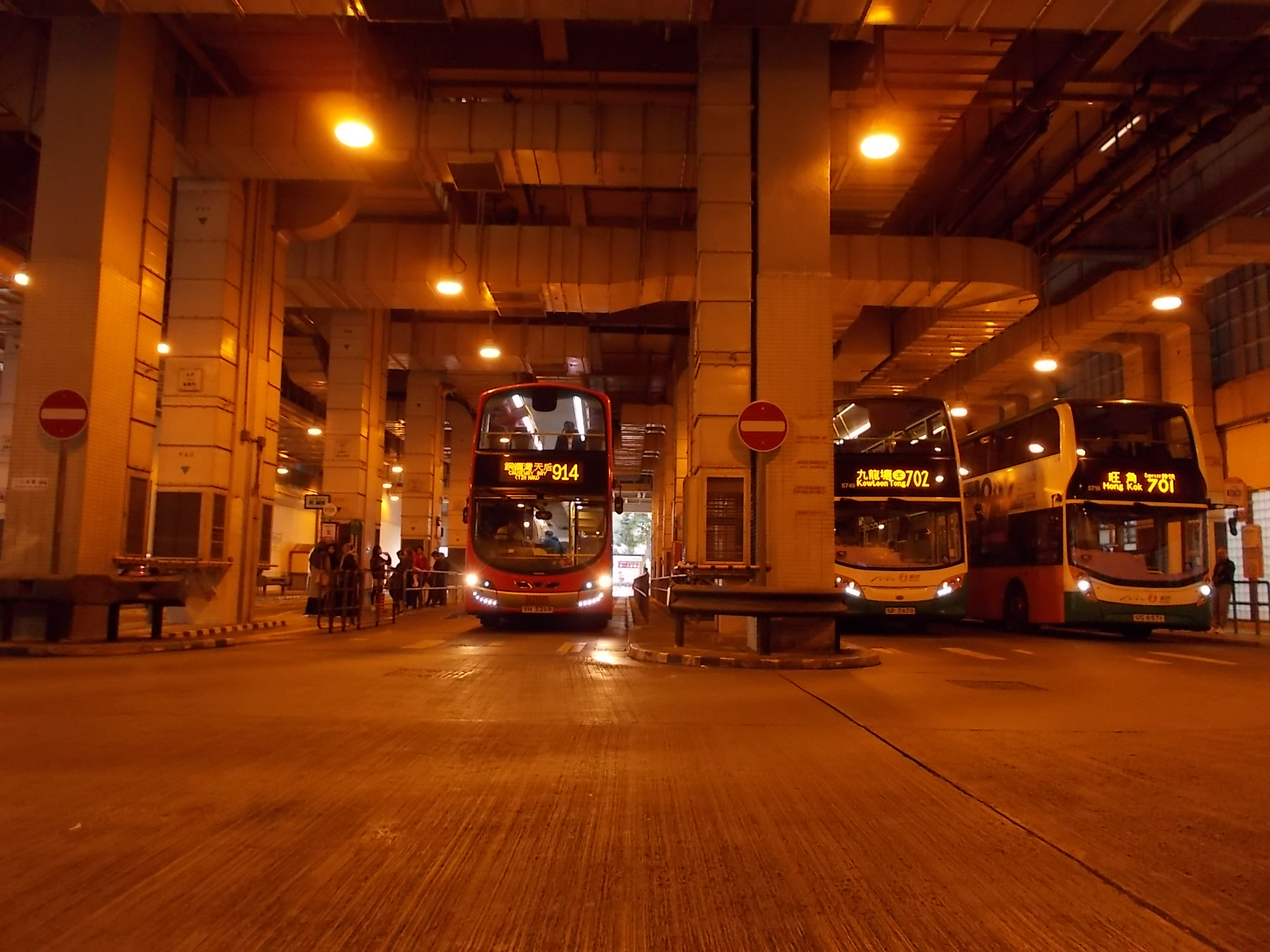
海麗邨巴士總站

由於海麗邨設計時原本屬居者有其屋計劃，房委會預料居民為中產人士及原公屋富戶，加上政府近年的交通政策都是以鐵路為主，政府原意是於本邨開辦數條途經或以鐵路車站為總站的巴士或小巴線作接駁用途，希望本邨居民以使用鐵路為主，導致本邨內的公共運輸交匯處的面積較小。
然而後來終止出售居屋，本邨改為公共屋邨出租，租住公屋居民大多數是基層人士，加上由本邨前往鐵路車站（與本邨最近的鐵路車站為南昌及荔枝角站）需步行約15分鐘，導致居民對直接前往本邨的巴士線需求較原本所預料的為大，加上本身擁有大部份來往九龍及新界巴士線的專營權的九巴卻沒有路線直達本邨，導致海麗邨與同區屋邨比較下，對外交通較為不便。
有鑑於此，本邨部份住戶使用單車作代步工具，情況與部份新市鎮相似。
為配合港鐵九龍南綫通車，九巴12線於2009年8月16日延長至本邨，令本邨屋民有一條價錢便宜及較直接的巴士路線前往尖沙咀，並成為九巴首條服務西九龍新區的非過海巴士路線。
這區的公共巴士服務由新巴競投營運，有個別由其他巴士公司經營的巴士路線也有途徑本邨。

## 知名住客
- 林蛟，粵劇藝人，生前居於海麗邨海瑞樓。

## 事件
- 2002年11月16日，房委會代表團參觀當時尚未命名的海麗邨地盤，並聽取施工團隊講解項目工程內容[1]。
- 該邨居民過往在公眾地方及行人路晾曬衣物及鹹魚，令駕駛者視線受阻及威脅行人安全，情況令立法會議員及深水埗區議員十分關注。深水埗民政事務處更曾與統籌路政署和食環署，於海麗街行人路進行多次聯合清理曬晾衣物行動。[4]
- 2010年1月18日，一名居住在海賢樓並患糖尿病及心臟病的老翁，因其妻未能把他從醫院接回家中，回家後憤然把妻子及其兩名兒子趕出門外，隨後獨自反鎖在屋內並聲稱要燒炭及跳樓自殺。經過27小時與警員的對峙後，警員入屋將其制服送院。[5]
- 2012年2月8日，一名年僅4個月大初生女嬰被發現在寓所昏迷，送院搶救不治。警方事後以涉嫌對所看管兒童或少年人虐待或忽略罪名，拘捕女嬰年輕母親及其男友，並追查女嬰暴斃原因。[6]
- 放蛇直擊公屋非法出租｜500呎三房單位叫租$11000　屋主自爆：老婆同仔女移民英國 [7]
- 2021年9月19日早上7時許，海麗商場一間麵包店發生傷人案，兩女一男職員被人持刀襲擊，其額頭、面部及手臂受傷。而40歲疑兇其後到警署自首，並涉嫌「傷人」被捕。警方指他有10年精神病紀錄，需定時覆診。[8]

### 海麗邨清潔工潮
海麗邨在2017年10月底更換清潔公司承辦商，不過工人指舊有承辦商沒有按僱傭合約，發放約 100 萬元的遣散費，並要求他們簽署自願離職信後才可以過渡到新外判商簽新約。有媒體發現新舊承辦商的註冊地址位於同一個辦公室，懷疑事件涉及圍標。
隨後，20多名外判清潔工人在2017年12月27日早上開始罷工，遊行到房署辦事處。勞工處介入商討，但未能談判成功。到罷工第7日。職工盟屬會清潔服務職工會和工人下午到勞工處參與調解會，但兩間外判商中只有民順參與談判，香港工商拒絕參與。會面約3小時後談判破裂，前僱主民順拒絕賠償遣散費，只願意以一年年資200元作遣散費，工人表明絕不接受。民順代表楊先生離開時被大批傳媒包圍，一度出手揮拳推撞有線電視記者，記者其後已報警。到翌年1月3日，罷工工人首度獲工會發放罷工基金，每日250元。而新清潔外判商香港工商於邨內貼出通告，表示會向「盡忠職守及謹守崗位」員工在農曆新年前發放獎金1000元，罷工員工在該天復工亦可得到500元。
1月5日（罷工第10日），清潔工人與外判商民順達成共識，結束罷工。外判商願意向員工按年資發放遣散費，每年可獲1200元，工人每月亦可獲加薪172元。工人決定結束工潮，在星期六起復工，職方同意將協議內容保密。有罷工的清潔工人希望此事件讓同行關注被剝削問題，並多謝市民連日支持。